# Ферверд (Фрисландія)
Ферверд (нід. Ferwerd, фриз. Ferwert) — село в нідерландській провінції Фрисландія, на узбережжі Ватового моря. Входить до муніципалітету Північно-Східна Фрисландія.
Його площа становить 18,48км², а населення станом на 2021 рік складало 1 780 осіб.

## Галерея

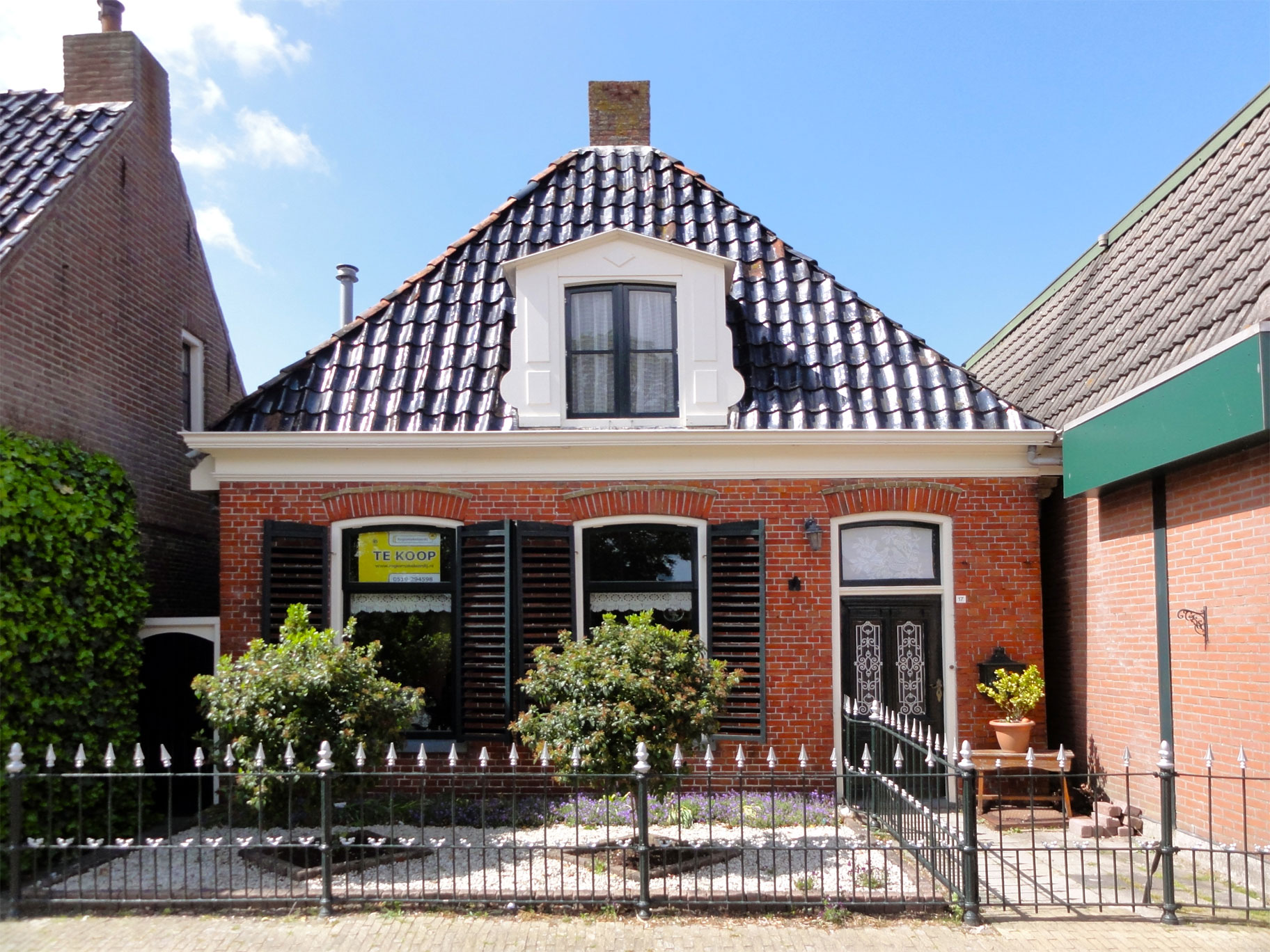
Будинок у селі
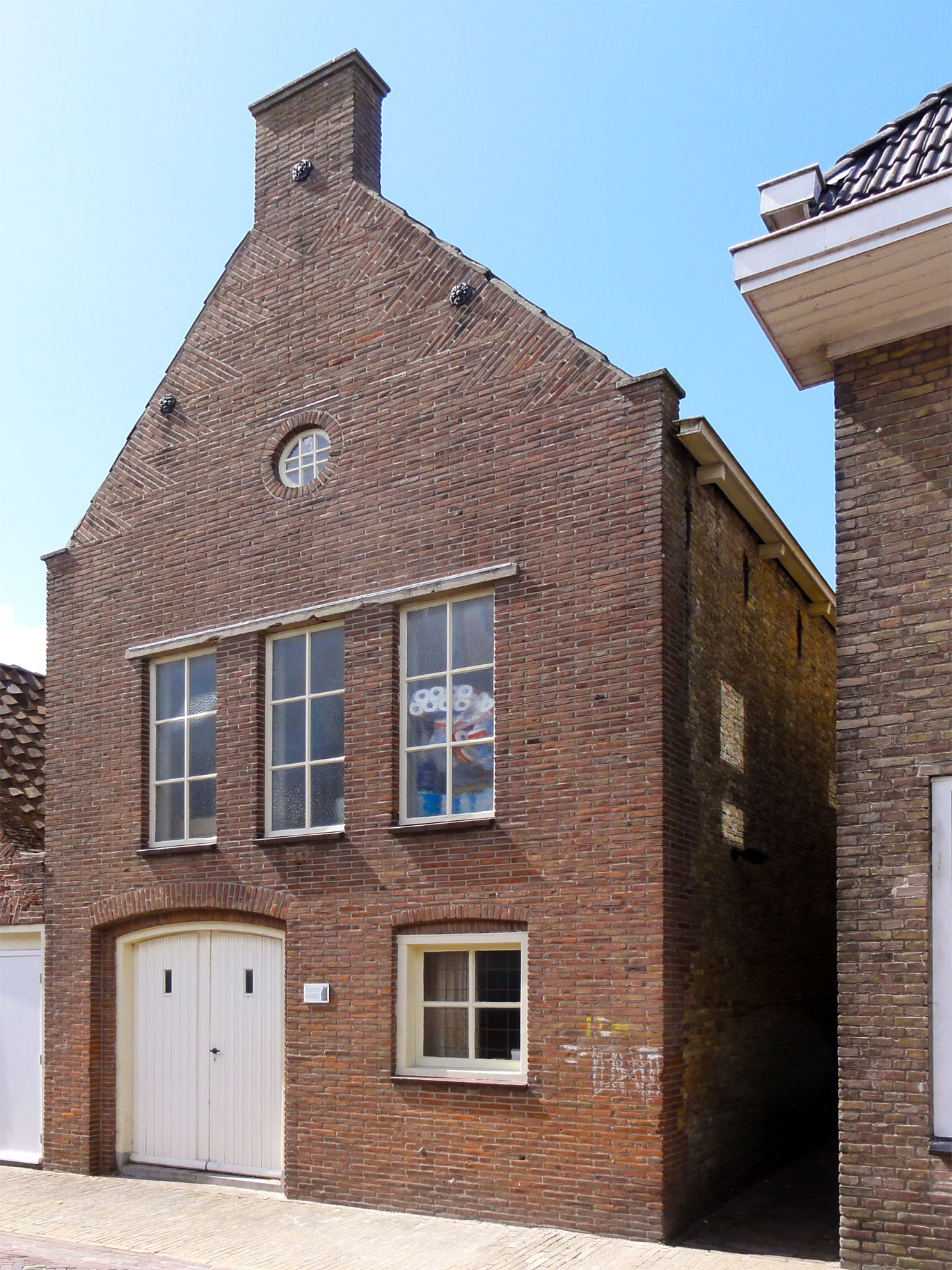
Будинок у селі
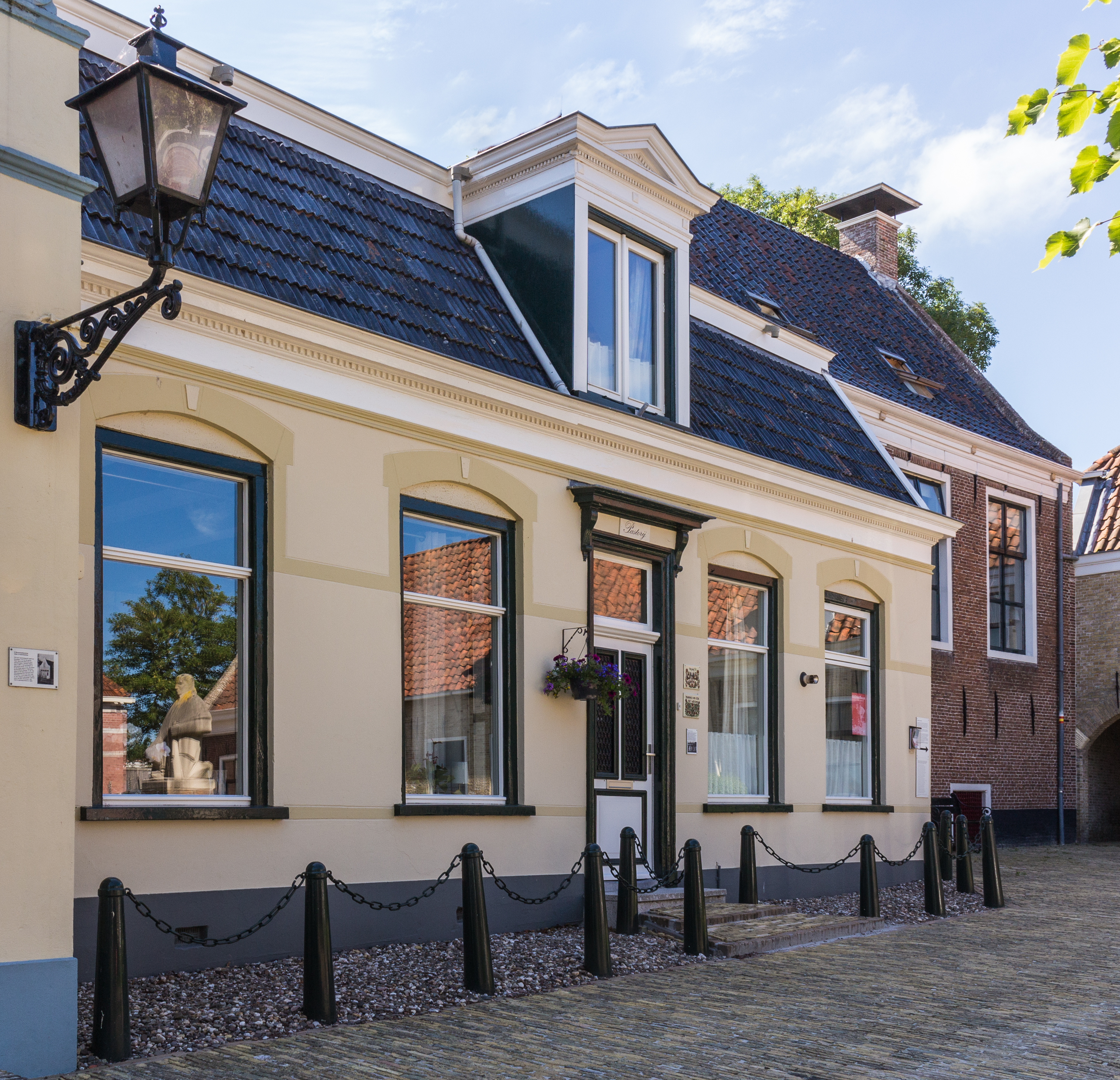
Колишній будинок почту
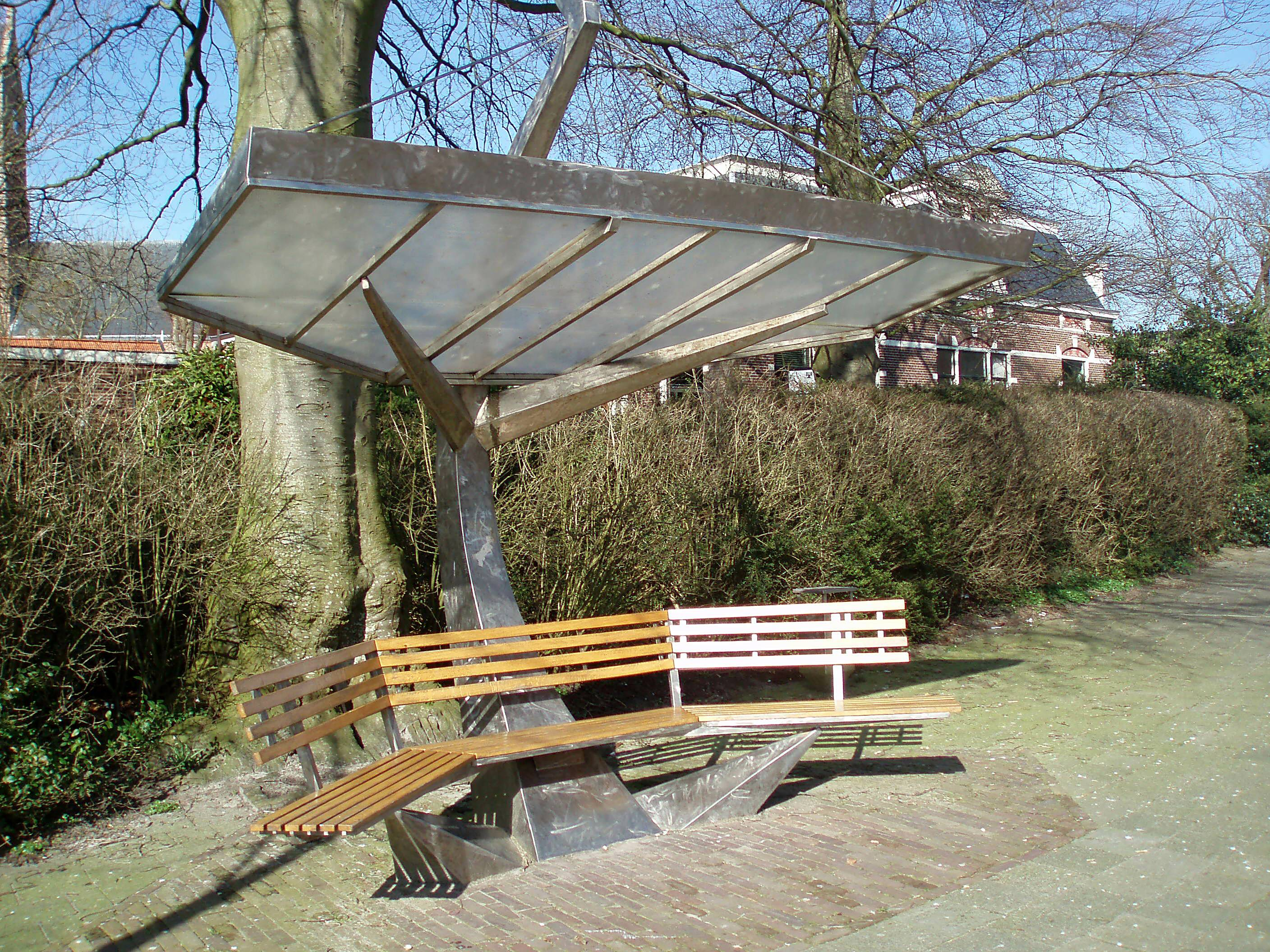
Автобусна зупинка